# تیری مورو
تیری مورو (انگلیسی: Thierry Moreau؛ زادهٔ ۱۷ ژانویهٔ ۱۹۶۷) بازیکن فوتبال اهل فرانسه است.
از باشگاه‌هایی که در آن بازی کرده‌است می‌توان به باشگاه فوتبال لو آور، باشگاه ورزشی آمیان، باشگاه فوتبال کان، و باشگاه فوتبال تولوز اشاره کرد.